# 城阳公主 (北魏)
城阳公主（?—?），中国南北朝北魏公主。
城阳公主嫁给了穆平国，穆平国是穆寿之子，袭爵，尚城阳长公主，拜驸马都尉、侍中、中书监，为太子四辅。正平元年（451年）卒。穆平国的弟弟穆正国是长乐公主的驸马，穆平国的儿子有穆伏干、穆罴、穆亮。穆伏干是濟北公主的驸马，穆罴是新平公主的驸马，穆亮是中山公主的驸马。

## 传记资料
- 《魏书·卷二十七·列传第十五》
- 《册府元龟 卷三百 外戚部·总序》
- 《北史·卷二十·列传第八》